# Franziska Latta

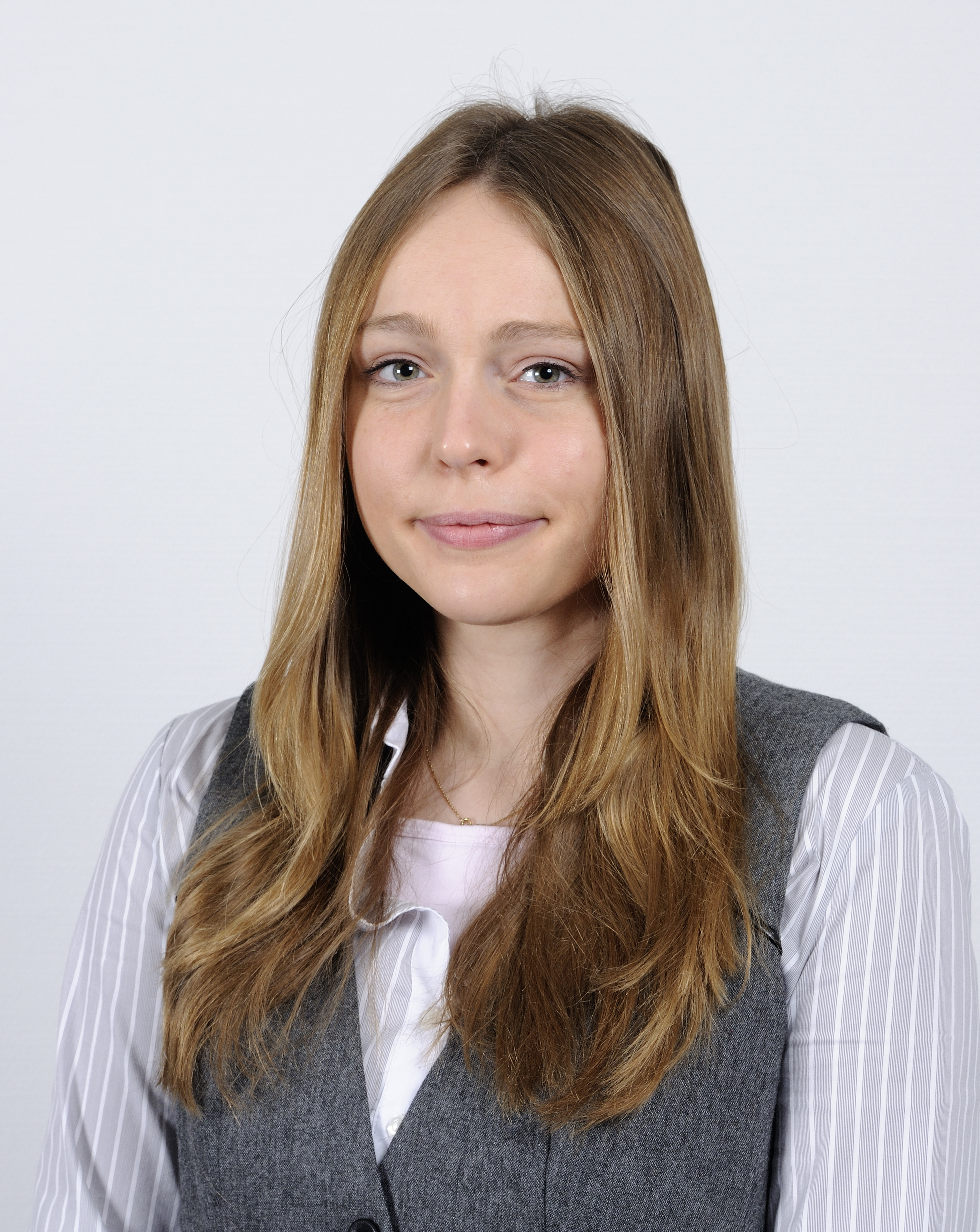
Franziska Latta

Franziska Latta (* 30. Mai 1984 in Potsdam) ist eine deutsche Politikerin (Bündnis 90/Die Grünen). Sie war von 2011 bis 2016 Abgeordnete im Landtag von Sachsen-Anhalt.

## Biografie
Franziska Latta absolvierte nach dem Abitur 2003 ein Freiwilliges Ökologisches Jahr bei der Stiftung Naturschutz Berlin. Seit 2004 studiert sie an der Universität Halle-Wittenberg Politikwissenschaft. In den Landtag Sachsen-Anhalt wurde sie 2011 über die Landesliste ihrer Partei gewählt. In die Kritik geriet sie dadurch, dass sie laut Aussagen einiger Abgeordneter gegenüber der Mitteldeutschen Zeitung nur unregelmäßig an Landtagssitzungen teilgenommen haben soll und im Oktober 2012 schließlich ihr Mandat bei laufenden Bezügen ruhen lassen wollte, um sich auf ihr Studium konzentrieren zu können. Sie hatte sich jedoch für das Landtagsmandat entschieden und ließ seitdem das Studium ruhen.
Mit Ende der Legislaturperiode 2016 schied Latta aus dem Landtag aus.